# Emanuele Filiberto di Savoia-Aosta
(Dal testamento spirituale del Duca d'Aosta)
Emanuele Filiberto di Savoia, duca d'Aosta (nome completo Emanuele Filiberto Vittorio Eugenio Alberto Genova Giuseppe Maria di Savoia; Genova, 13 gennaio 1869 – Torino, 4 luglio 1931), è stato un generale italiano, membro della famiglia reale italiana, appartenente al ramo Savoia-Aosta.
Principe delle Asturie dal 1870 al 1873 quando suo padre, Amedeo, era re di Spagna, dopo l'abdicazione del genitore ritornò alla corte reale italiana col titolo di Duca d'Aosta dal 1890, con la morte di suo padre. Ricordato tra le maggiori figure della prima guerra mondiale, comandò la 3ª Armata del Regio Esercito, la propaganda bellica italiana lo soprannominò Duca Invitto, enfatizzando la mancanza di una vera e propria sconfitta sul campo durante le battaglie dell'Isonzo.
Durante la dittatura fascista ottenne il rango di Maresciallo d'Italia.

## Biografia

### Infanzia e giovinezza

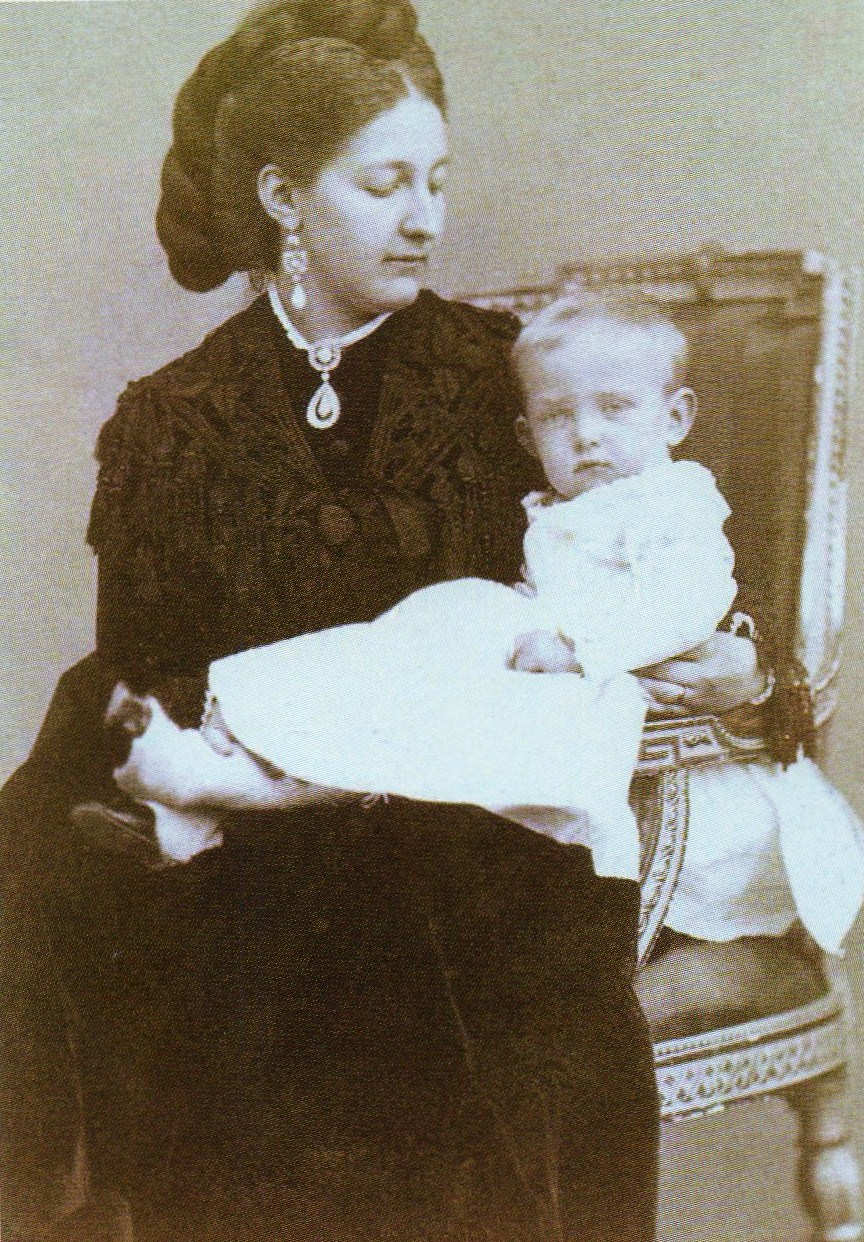
Il piccolo Emanuele Filiberto, principe delle Asturie, in braccio alla madre Maria Vittoria dal Pozzo della Cisterna, regina consorte di Spagna, in una fotografia del 1870

Figlio del duca Amedeo di Savoia e di Maria Vittoria dal Pozzo della Cisterna, Emanuele Filiberto nacque a Genova il 13 gennaio 1869. Attraverso suo padre era nipote di Vittorio Emanuele II, mentre suo zio era Umberto I. Egli era quindi cugino di primo grado del futuro sovrano Vittorio Emanuele III.
Divenuto il padre Amedeo re di Spagna, si trasferì con la famiglia a Madrid e all'età di appena un anno vennero conferiti a Emanuele Filiberto anche i titoli di Principe delle Asturie e infante di Spagna e designato quale erede successore per quel trono. Per via dei contrasti con la politica spagnola, Amedeo di Savoia abdicò nel 1873, dopo soli due anni di regno e, tornato in Italia, gli venne riconfermato dal padre Vittorio Emanuele II il titolo di Duca d'Aosta, già ottenuto alla nascita ma abbandonato per il titolo regale ed eguale sorte toccò al figlio Emanuele Filiberto. Dopo l'abdicazione del padre Amedeo di Savoia, Emanuele Filiberto non rivendicò mai alcun diritto sul trono spagnolo, crescendo e venendo educato in Italia come principe di casa Savoia a Torino, dove il padre prese residenza stabile.

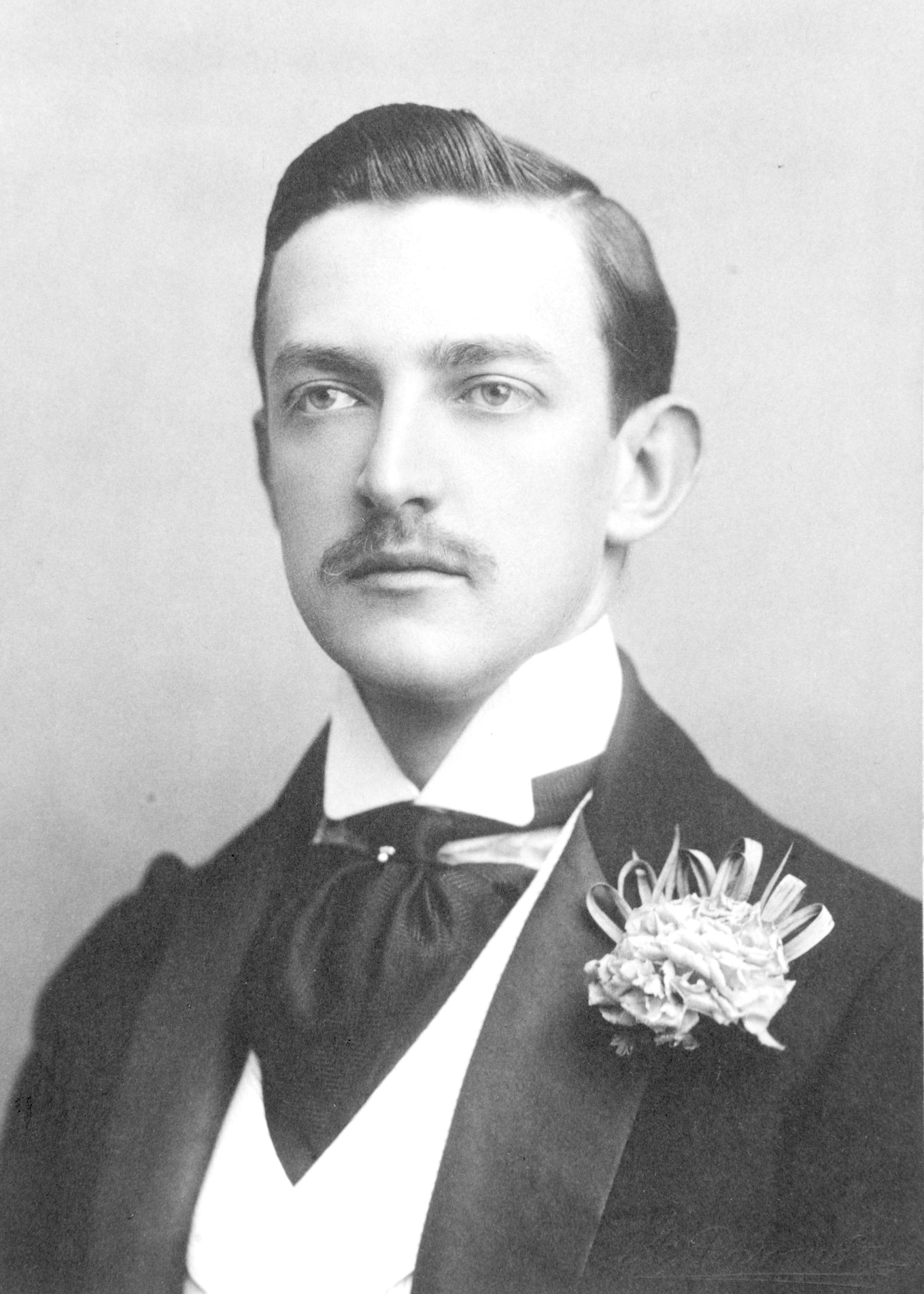
Emanuele Filiberto, II duca d'Aosta nel 1895

Alla morte del genitore, il 18 gennaio 1890, ne ereditò il titolo divenendo il secondo Duca d'Aosta.

### Matrimonio

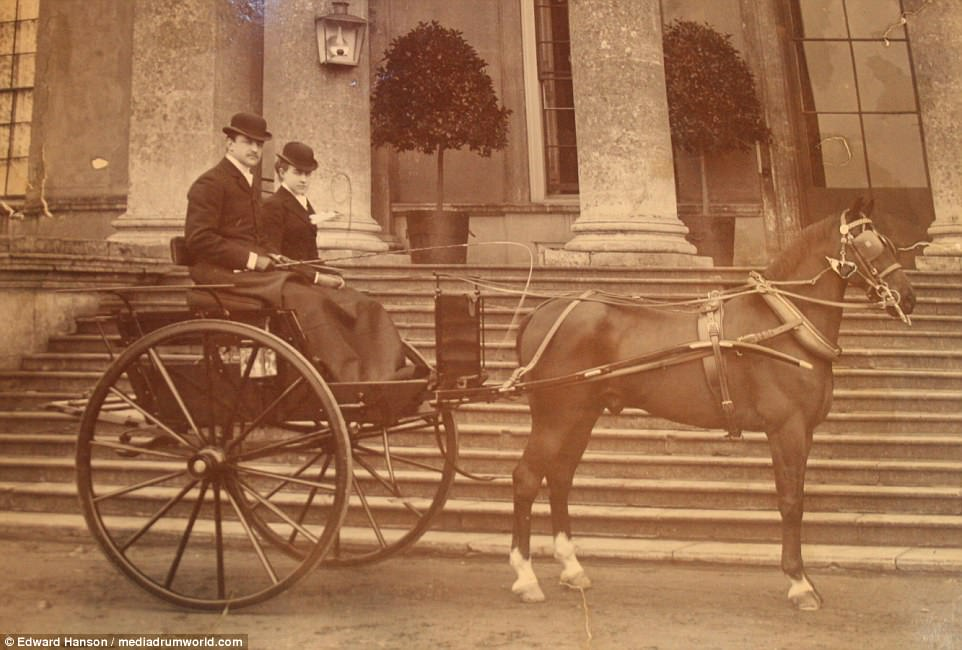
Emanuele Filiberto ed Elena d'Orléans nel Buckinghamshire nel 1895, anno del loro matrimonio

Emanuele Filiberto, il 25 giugno 1895 sposò a Kingston upon Thames, nei pressi di Londra, Elena d'Orléans (York, 13 giugno 1871 - Castellammare di Stabia, 21 gennaio 1951), figlia del principe Luigi Filippo Alberto d'Orléans, Conte di Parigi e pretendente orleanista al trono di Francia, e della principessa Maria Isabella d'Orléans.

### Prima guerra mondiale

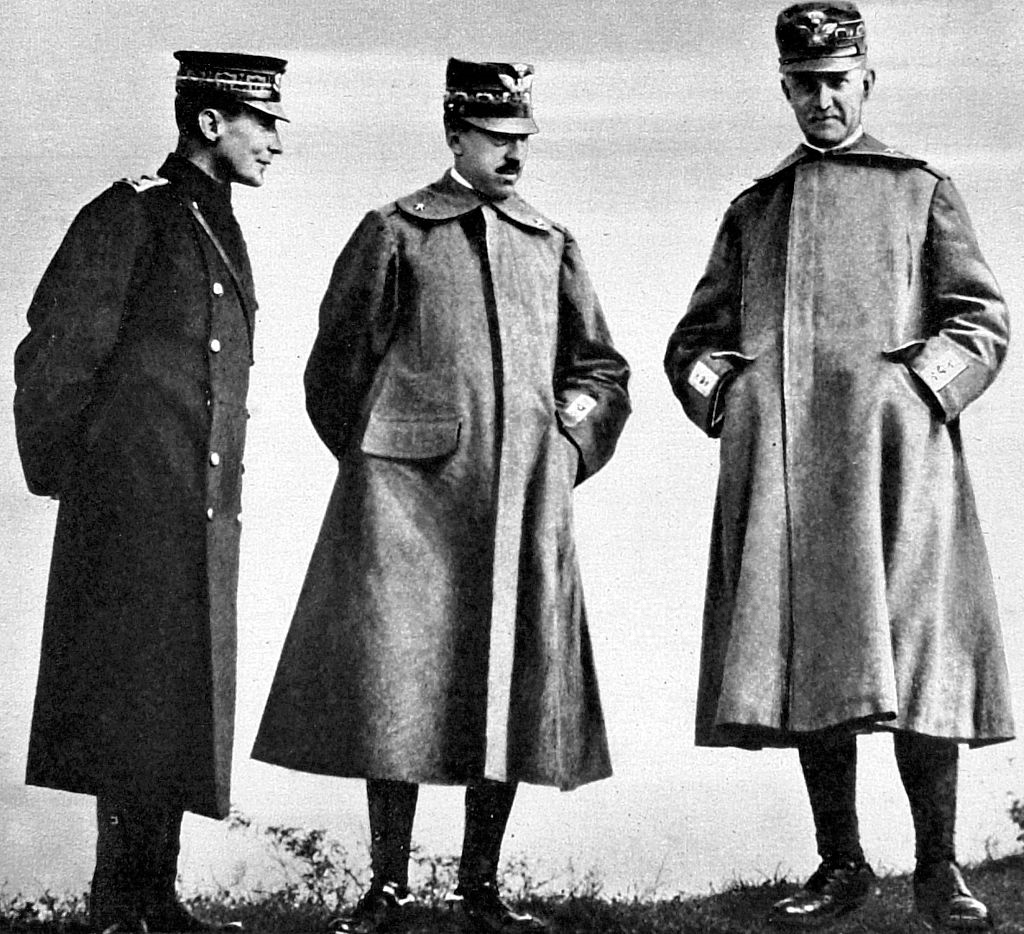
Sul fronte austriaco, il Duca d'Aosta testimonia il bombardamento della città di Gorizia, in compagnia del Conte di Torino e del Duca degli Abruzzi

Iniziò la carriera militare nel Regio Esercito nel 1884, entrando nell'accademia militare di Torino. Nel 1906 ricevette il comando del corpo d'armata di Napoli, e trasferì l'intera sua famiglia alla Reggia di Capodimonte. Nel 1911, pur con lo scoppio della guerra di Libia, rimase in servizio a Napoli, ma questo non gli impedì di contrarre il tifo che lo colpì probabilmente durante le numerose visite a soldati malati e feriti che dal deserto libico venivano riportati in Italia.
Ancor prima dell'ingresso definitivo dell'Italia nella prima guerra mondiale, si rese partecipe di una mobilitazione occulta che lo portò con altri soldati a muoversi verso Venezia (Mestre) e poi verso Treviso. Il generale Luigi Cadorna, incaricato della persona del Duca, gli affiancò da subito i generali Augusto Vanzo e Giuseppe Vaccari. Con l'apertura delle ostilità, il 24 maggio 1915, Emanuele Filiberto guidò, senza mai subire sconfitte sul campo durante l'intera durata del conflitto (da qui l'appellativo di Duca Invitto), la Terza Armata col grado di generale. La sede dell'Armata fu, per un periodo, Cervignano del Friuli; il comando era sito nella villa Bresciani-Attems-Auersperg. L'obiettivo delle operazioni era far indietreggiare l'esercito austro-ungarico che difendeva da est.

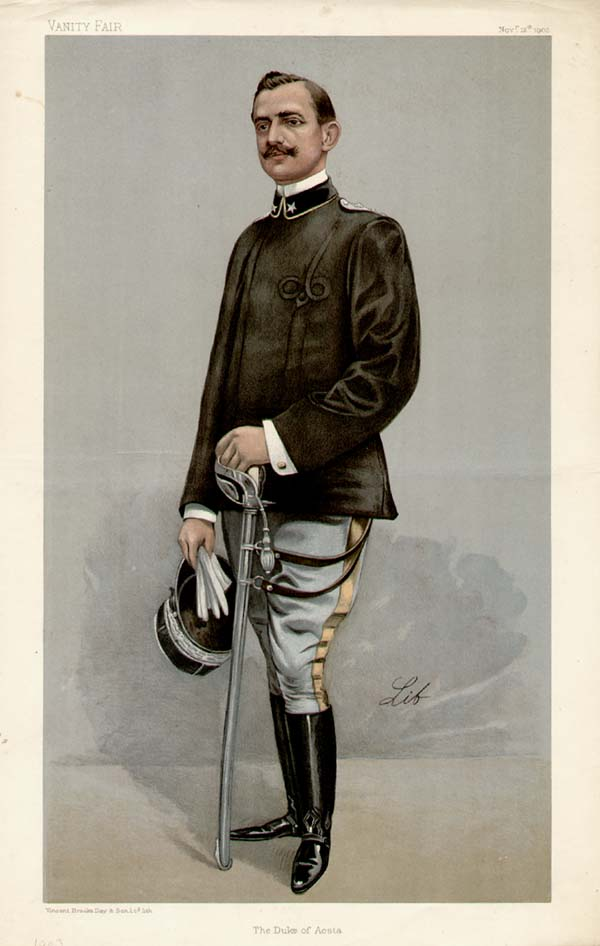
Emanuele Filiberto in uniforme su Vanity Fair

La Terza Armata, insieme alla Seconda, riuscì a effettuare un parziale sfondamento delle linee austriache e a conquistare Gorizia nella sesta battaglia dell'Isonzo (battaglia di Gorizia).
Dopo la disfatta di Caporetto la sua Armata dovette ritirarsi insieme alle altre sulla linea del Piave. Dopo la sconfitta della battaglia di Caporetto ci si aspettava che Emanuele Filiberto dovesse naturalmente assumere il comando supremo che era stato di Cadorna, ma il cugino Vittorio Emanuele III decise di nominare invece l'allora sconosciuto generale Armando Diaz, che aveva servito sotto lo stesso Emanuele Filiberto. Fu in casa Morpurgo, a Padova, che il Re, tornato da Roma dopo la soluzione della crisi ministeriale, disse a Bissolati: “Non svalutiamo il Duca perché potremmo averne bisogno”. Secondo alcuni storici egli alludeva alla possibilità della sua abdicazione nel caso di una sconfitta sul Piave che costringesse l’Italia alla resa. Il Duca d’Aosta avrebbe potuto, in tal caso, avere la reggenza durante la minore età del principe Umberto II allora tredicenne. Il Bollettino della Vittoria, dopo la battaglia di Vittorio Veneto, riportò che "il Duca d'Aosta avanza rapidamente alla testa della sua invitta III armata, anelante di ritornare sulle posizioni da essa già vittoriosamente conquistate, che mai aveva perdute".

### Fucilazioni sommarie
Il primo novembre del 1916, in accordo con il generale Cadorna che comunicherà l'ordine con telegramma circolare 2910, Emanuele Filiberto di Savoia introduce la decimazione tra i suoi reparti andando contro quello che erano le disposizioni del codice penale militare e che verrà in seguito stigmatizzato anche dalla Commissione di inchiesta su Caporetto, inchiesta però che pur riguardando direttamente il Duca d'Aosta non lo vedrà mai preso in esame vista l'appartenenza dello stesso alla famiglia reale.
Si riporta la circolare del Duca d'Aosta del 1º novembre 1916:
"Intendo che la disciplina regni sempre sovrana fra le mie truppe. Perciò ho approvato che, nei reparti che sciaguratamente si macchiarono di così grave onta, alcuni, colpevoli o non, fossero immediatamente passati per le armi. Così farò, inesorabilmente, quante volte sarà necessario. La patria ci ha affidato un sacro dovere. Per compierlo, non mi arresterò davanti a nessuna misura, per quanto grave"

### Dopoguerra

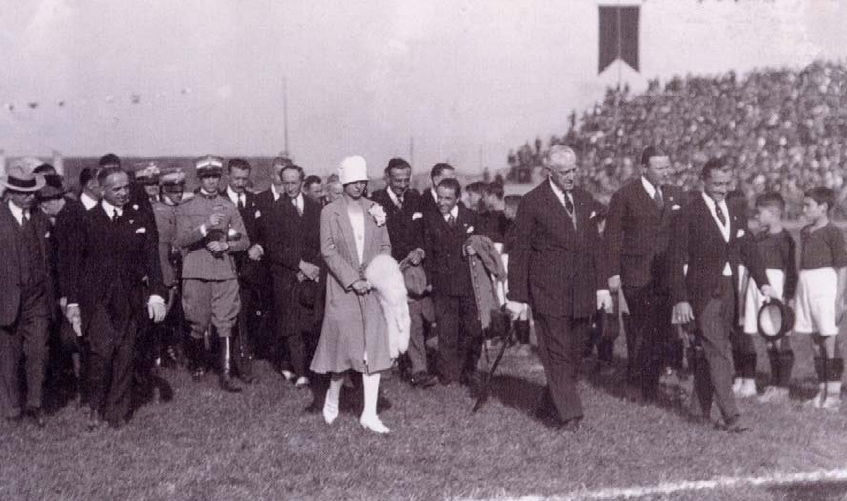
Inaugurazione dello stadio Filadelfia alla presenza del conte Marone di Cinzano, la principessa Maria Adelaide e il Duca d'Aosta.
Torino, 17 ottobre 1926

Nel 1922, durante la marcia su Roma che diede inizio di fatto alla dittatura fascista in Italia, il Duca d'Aosta venne proposto da Mussolini quale successore alla carica di Re d'Italia nel caso in cui Vittorio Emanuele III si fosse opposto al movimento fascista. L'evento non ebbe luogo.

Emanuele Filiberto con la moglie Elena dopo l'udienza in Vaticano nel 1929

Il 17 giugno 1926, per i meriti acquisiti durante la prima guerra mondiale, venne nominato Maresciallo d'Italia insieme a Pietro Badoglio, Enrico Caviglia, Gaetano Giardino e Guglielmo Pecori Giraldi, due anni dopo Luigi Cadorna e Armando Diaz.
Dal 1927 al 1929 presiedette l'Opera Nazionale del Dopolavoro.

### Morte

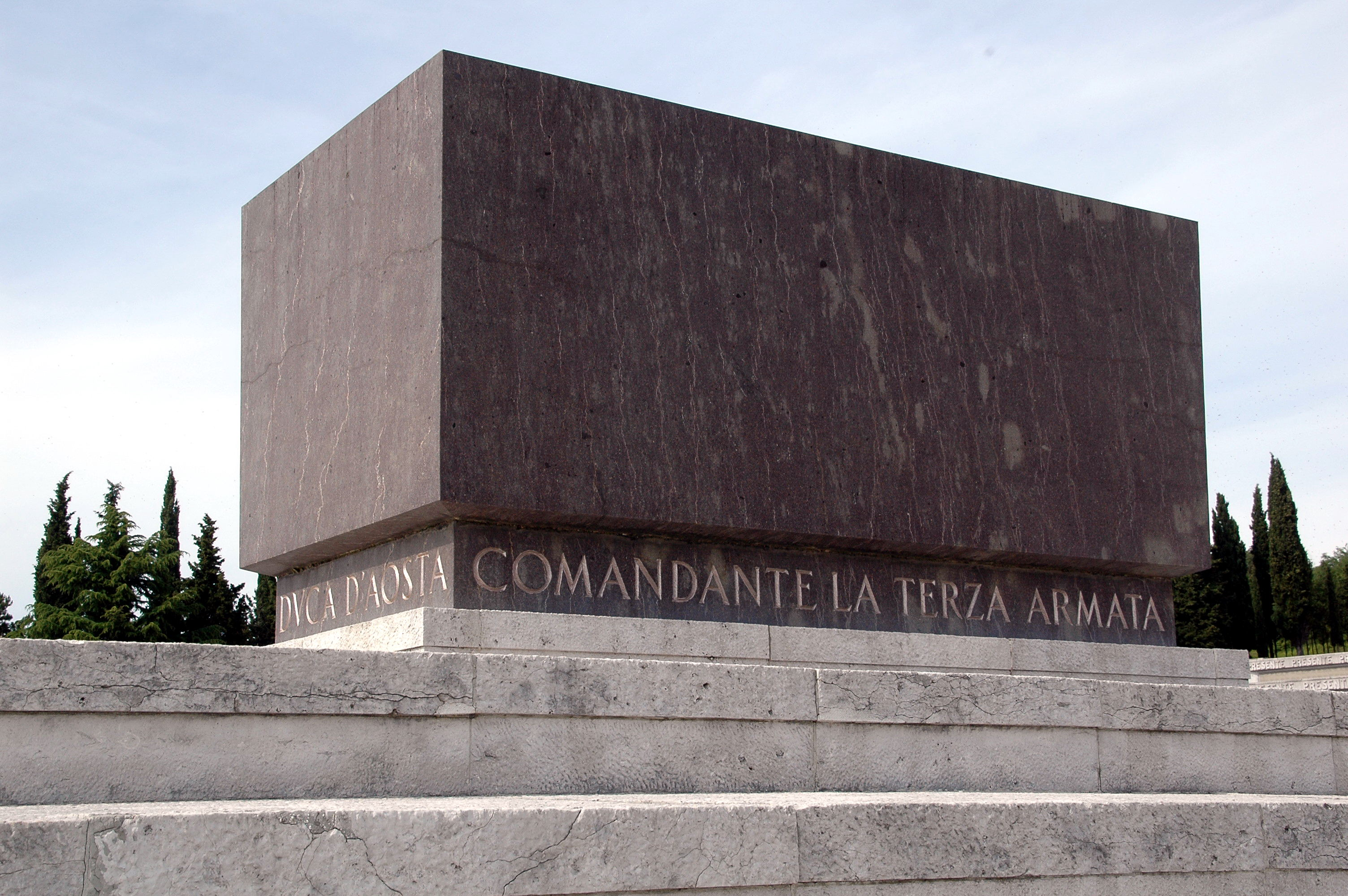
La tomba del Duca d'Aosta nel sacrario militare di Redipuglia

Emanuele Filiberto morì a Torino il 4 luglio 1931 e, per sua volontà, venne sepolto tra i soldati nel Cimitero degli Invitti sul Colle Sant'Elia a Redipuglia che raccoglieva i caduti dell'Invitta III Armata, per poi essere traslato al sacrario militare di Redipuglia alla sua inaugurazione nel 1938.
In punto di morte, si trovarono vicino a lui Vittorio Emanuele III e i suoi figli Amedeo e Aimone. Chiese, davanti ai figli, al re: «Digli che ti sono stato sempre fedele...»
Ciò smentisce automaticamente la teoria secondo cui, durante la Marcia su Roma, Emanuele Filiberto avrebbe preso il posto di re Vittorio Emanuele III qualora quest’ultimo avesse proclamato lo stato d'assedio e i fascisti di Benito Mussolini fossero riusciti a catturare la capitale, tradendo così il sovrano e schierandosi dalla parte dei fascisti.
Al titolo ducale gli succedette il figlio primogenito Amedeo.
A Emanuele Filiberto sono dedicati il ponte Duca d'Aosta sul fiume Tevere, a Roma, inaugurato nel 1942 su progetto dell'architetto Vincenzo Fasolo, e il ponte monumentale sul Piave a Jesolo, inaugurato dallo stesso Duca d'Aosta il 9 ottobre 1927, mentre la Regia Marina ha intitolato alla sua memoria un incrociatore che al termine del secondo conflitto mondiale venne ceduto in conto riparazione danni di guerra all'Unione Sovietica. Torino gli ha dedicato la piazzetta (dove è presente il monumento al Fante d'Italia) di fronte all'ingresso del Politecnico di corso Duca degli Abruzzi (suo fratello minore), mentre Milano gli ha intitolato la piazza antistante la Stazione di Milano Centrale e Genova, sua città natale, un viale posto in prossimità della Stazione di Genova Brignole. A lui era inoltre intitolato il sanatorio di Cuasso al Monte, originariamente definito "Istituto climatico sanatoriale Emanuele Filiberto Duca d'Aosta", fino alla sua conversione in ente ospedaliero.

## Discendenza

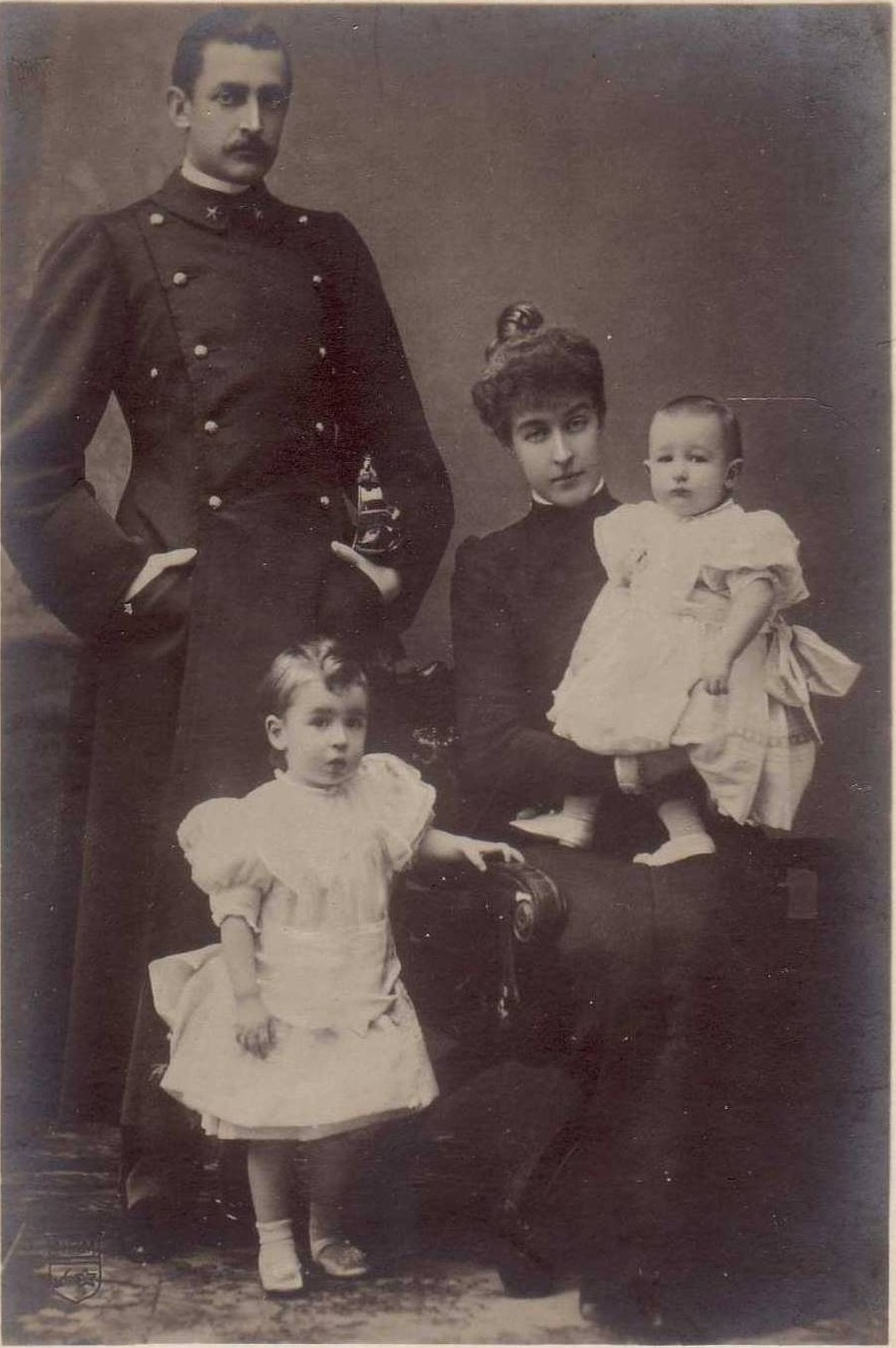
Emanuele Filiberto, Elena d'Orléans, Amedeo e Aimone nel 1901

Dal matrimonio tra Emanuele Filiberto ed Elena d'Orléans nacquero:
- Amedeo terzo duca d'Aosta (1898-1942);
- Aimone, quarto duca d'Aosta e Re di Croazia (1900-1948).

## Ascendenza
|                                                                            |                                                                           |                                                                    | Genitori                                  |  |  | Nonni |  |  | Bisnonni                |  |  | Trisnonni                          |  |
|                                                                            |                                                                           |                                                                    |                                           |  |  |       |  |  | Carlo Alberto di Savoia |  |  | Carlo Emanuele di Savoia-Carignano |  |
|                                                                            |                                                                           |                                                                    |                                           |  |  |       |  |  | Carlo Alberto di Savoia |  |  | Carlo Emanuele di Savoia-Carignano |  |
|                                                                            |                                                                           | Maria Cristina di Sassonia                                         |                                           |  |  |       |  |  | Carlo Alberto di Savoia |  |  |                                    |  |
| Vittorio Emanuele II di Savoia                                             |                                                                           |                                                                    |                                           |  |  |       |  |  | Carlo Alberto di Savoia |  |  |                                    |  |
|                                                                            |                                                                           | Maria Teresa d'Asburgo-Toscana                                     | Ferdinando III di Toscana                 |  |  |       |  |  |                         |  |  |                                    |  |
|                                                                            |                                                                           | Maria Teresa d'Asburgo-Toscana                                     | Ferdinando III di Toscana                 |  |  |       |  |  |                         |  |  |                                    |  |
|                                                                            |                                                                           | Maria Teresa d'Asburgo-Toscana                                     | Luisa Maria Amalia di Borbone-Due Sicilie |  |  |       |  |  |                         |  |  |                                    |  |
| Amedeo I di Spagna                                                         |                                                                           | Maria Teresa d'Asburgo-Toscana                                     |                                           |  |  |       |  |  |                         |  |  |                                    |  |
|                                                                            |                                                                           | Ranieri Giuseppe d'Asburgo-Lorena                                  | Leopoldo II d'Asburgo-Lorena              |  |  |       |  |  |                         |  |  |                                    |  |
|                                                                            |                                                                           | Ranieri Giuseppe d'Asburgo-Lorena                                  | Leopoldo II d'Asburgo-Lorena              |  |  |       |  |  |                         |  |  |                                    |  |
|                                                                            |                                                                           | Ranieri Giuseppe d'Asburgo-Lorena                                  | Maria Ludovica di Borbone-Spagna          |  |  |       |  |  |                         |  |  |                                    |  |
| Maria Adelaide d'Asburgo-Lorena                                            |                                                                           | Ranieri Giuseppe d'Asburgo-Lorena                                  |                                           |  |  |       |  |  |                         |  |  |                                    |  |
|                                                                            |                                                                           | Maria Elisabetta di Savoia-Carignano                               | Carlo Emanuele di Savoia-Carignano        |  |  |       |  |  |                         |  |  |                                    |  |
|                                                                            |                                                                           | Maria Elisabetta di Savoia-Carignano                               | Carlo Emanuele di Savoia-Carignano        |  |  |       |  |  |                         |  |  |                                    |  |
|                                                                            |                                                                           | Maria Elisabetta di Savoia-Carignano                               | Maria Cristina di Sassonia                |  |  |       |  |  |                         |  |  |                                    |  |
| Emanuele Filiberto di Savoia                                               |                                                                           | Maria Elisabetta di Savoia-Carignano                               |                                           |  |  |       |  |  |                         |  |  |                                    |  |
|                                                                            | Giuseppe Alfonso dal Pozzo della Cisterna, IV principe di Cisterna d'Asti | Giuseppe dal Pozzo della Cisterna, III principe di Cisterna d'Asti |                                           |  |  |       |  |  |                         |  |  |                                    |  |
|                                                                            | Giuseppe Alfonso dal Pozzo della Cisterna, IV principe di Cisterna d'Asti | Giuseppe dal Pozzo della Cisterna, III principe di Cisterna d'Asti |                                           |  |  |       |  |  |                         |  |  |                                    |  |
|                                                                            | Giuseppe Alfonso dal Pozzo della Cisterna, IV principe di Cisterna d'Asti | Enrichetta Caresana di Carizio                                     |                                           |  |  |       |  |  |                         |  |  |                                    |  |
| Carlo Emanuele dal Pozzo della Cisterna, V principe di Cisterna d'Asti     | Giuseppe Alfonso dal Pozzo della Cisterna, IV principe di Cisterna d'Asti |                                                                    |                                           |  |  |       |  |  |                         |  |  |                                    |  |
|                                                                            |                                                                           | Maria Anna Balbo Bertone                                           | Carlo Emanuele Balbo Bertone              |  |  |       |  |  |                         |  |  |                                    |  |
|                                                                            |                                                                           | Maria Anna Balbo Bertone                                           | Carlo Emanuele Balbo Bertone              |  |  |       |  |  |                         |  |  |                                    |  |
|                                                                            |                                                                           | Maria Anna Balbo Bertone                                           | Rosalia Asinari di San Marzano            |  |  |       |  |  |                         |  |  |                                    |  |
| Maria Vittoria dal Pozzo della Cisterna, VI principessa di Cisterna d'Asti |                                                                           | Maria Anna Balbo Bertone                                           |                                           |  |  |       |  |  |                         |  |  |                                    |  |
|                                                                            |                                                                           | Werner di Merode                                                   | Guillaume Maximillia de Merodede          |  |  |       |  |  |                         |  |  |                                    |  |
|                                                                            |                                                                           | Werner di Merode                                                   | Guillaume Maximillia de Merodede          |  |  |       |  |  |                         |  |  |                                    |  |
|                                                                            |                                                                           | Werner di Merode                                                   | Marie d'Ongnies                           |  |  |       |  |  |                         |  |  |                                    |  |
| Luisa Carolina Ghislaine di Merode                                         |                                                                           | Werner di Merode                                                   |                                           |  |  |       |  |  |                         |  |  |                                    |  |
|                                                                            |                                                                           | Victoire de Spangen d'Uyternesse                                   | François de Spangen d'Uyternesse          |  |  |       |  |  |                         |  |  |                                    |  |
|                                                                            |                                                                           | Victoire de Spangen d'Uyternesse                                   | François de Spangen d'Uyternesse          |  |  |       |  |  |                         |  |  |                                    |  |
|                                                                            |                                                                           | Victoire de Spangen d'Uyternesse                                   | Louise Xavière de Flaveau de La Raudière  |  |  |       |  |  |                         |  |  |                                    |  |
|                                                                            |                                                                           | Victoire de Spangen d'Uyternesse                                   |                                           |  |  |       |  |  |                         |  |  |                                    |  |

### Ascendenza patrilineare
1. Umberto I, conte di Savoia, circa 980-1047
2. Oddone, conte di Savoia, 1023-1057
3. Amedeo II, conte di Savoia, 1046-1080
4. Umberto II, conte di Savoia, 1065-1103
5. Amedeo III, conte di Savoia, 1087-1148
6. Umberto III, conte di Savoia, 1136-1189
7. Tommaso I, conte di Savoia, 1177-1233
8. Tommaso II, conte di Savoia, 1199-1259
9. Amedeo V, conte di Savoia, 1249-1323
10. Aimone, conte di Savoia, 1291-1343
11. Amedeo VI, conte di Savoia, 1334-1383
12. Amedeo VII, conte di Savoia, 1360-1391
13. Amedeo VIII (Antipapa Felice V), I duca di Savoia, principe di Piemonte, 1383-1451
14. Ludovico, II duca di Savoia, principe di Piemonte, 1413-1465
15. Filippo II, III duca di Savoia, principe di Piemonte, 1443-1497
16. Carlo II, IV duca di Savoia, principe di Piemonte, 1486-1553
17. Emanuele Filiberto, V duca di Savoia, principe di Piemonte, 1528-1580
18. Carlo Emanuele I, VI duca di Savoia, principe di Piemonte, 1562-1630
19. Tommaso Francesco, principe di Carignano, 1596-1656
20. Emanuele Filiberto, principe di Carignano, 1628-1709
21. Vittorio Amedeo I, principe di Carignano, 1690-1741
22. Luigi Vittorio, principe di Carignano, 1721-1778
23. Vittorio Amedeo II, principe di Carignano, 1743-1780
24. Carlo Emanuele, principe di Carignano, 1770-1800
25. Carlo Alberto, re di Sardegna, 1798-1849
26. Vittorio Emanuele II, re d'Italia, 1820-1878
27. Amedeo I, re di Spagna e I duca d'Aosta, 1845-1890
28. Emanuele Filiberto, principe delle Asturie e II duca d'Aosta, 1869-1931